# Clepsis senecionana
Clepsis senecionana (tên tiếng Anh: Rustic Tortrix) là một loài bướm đêm thuộc họ Tortricidae. Nó được tìm thấy ở châu Âu tới miền đông Xibia.
Sải cánh dài 13–16 mm. Con trưởng thành bay từ tháng 5 đến tháng 6.
Ấu trùng ăn Convallaria, Dorycnium, Gentianella amarella, Lotus, Lysimachia, Myrica, Polygonatum, Onobrychis viccifolia và Vaccinium myrtillus.